# أبو الصفا
قرية أبو الصفا هي إحدى القرى التابعة لمركز أبو قرقاص بمحافظة المنيا في جمهورية مصر العربية. حسب إحصاءات سنة 2006، بلغ إجمالي السكان في أبو الصفا 4363 نسمة، منهم 2277 رجلا و2086 امرأة.